# Teatre del Prado Catalán (Plaça de Lesseps)
El Teatre del Prado Catalán va ser un teatret d'estiu ubicat a la Plaça de Lesseps que s'inaugurà el 30 de setembre del 1909, amb una representació de La Bohème dirigida per Vicente Preti.
Construït per Joan Carreras, era de fusta i funcionava els caps de setmana d'estiu. S'hi feien sarsueles i òperes. Disposava del millor enllumenat de Barcelona i oferia servei de cafeteria al jardí.
Si va poder veure La Gioconda, d'Amilcare Ponchielli. Hi van actuar, entre d'altres, Manolo Utor, el Musclaire. Joan Picot i Bernabé portà la seva companyia d'acròbates i circ Juan Wernoff, i era també de tant en tant l’escenari de banquets de gala organitzats per partits polítics o per associacions benèfiques. El local va acollir el Cine Lesseps. Estigué actiu entre els anys 1909 i 1912. En la matinada del 15 al 16 d'abril del 1912, un incendi el va destruir completament.
No s'ha de confondre aquest amb el Teatre del Prado Catalán del Passeig de Gràcia a la cantonada amb el carrer de Casp, ubicat on hi va haver el teatre Novedades.